# Den hvide parade
Den hvide parade (originaltitel The White Parade) er en amerikansk dramafilm fra 1934, instrueret af Irving Cummings. Den har Loretta Young og John Boles i hovedrollerne.
Manuskriptet blev skrevet af Rian James, Jesse L. Lasky Jr., Sonya Levien og Ernest Pascal, baseret på en roman af Rian James.
Filmen handler om en gruppe unge kvinders kvaler og romancer mens de studere til at blive sygeplejersker.
Filmen blev nomineret til en Oscar for bedste film og en Oscar for bedste lydoptagelse i 1935.